# Wesley College (Dublin)
Wesley College je soukromá střední škola v irském Dublinu. Byla založena 1. října 1845 irskou metodistickou církví, klade silný důraz na náboženské vzdělání pro všechny denominace a její součástí jsou jak mimoškolní aktivity, tak sport. Svým studentům nabízí možnost prozkoumat humanitní vědy, přírodní vědy, techniku, ekonomii a umění. Řadí se mezi přední školy v Dublinu.
Mezi absolventy školy patří například nositelé Nobelovy ceny George Bernard Shaw a Ernest Walton. Mezi další pak třeba bývalý izraelský prezident Chajim Herzog.